# Pierrevillers
Pour l’article homonyme, voir Saint-Pierrevillers.
Pierrevillers (prononcé [pjɛʁvile]; parfois en allemand Petersweiler) est une commune française située dans le département de la Moselle, en région Grand Est.
C'est un village de l'aire d'attraction messine se situant au nord de l'ancienne région historique de Lorraine. Ses habitants sont appelés les Pierrevillois, ou les Gossets en patois local[source secondaire souhaitée].

## Géographie

### Situation
À 15 km de Metz et à une distance égale de Thionville, le village de Pierrevillers se situe au nord-ouest de la Moselle. En bordure des côtes de Moselle, il fait partie de la vallée de la Moselle tandis que la ville voisine de Rombas se trouve dans la vallée de l'Orne. Elle se situe également à côté de la commune de Marange-Silvange.

### Voies de communications et transports
L'autoroute A4 reliant Paris à Strasbourg est à 1 km, et la commune est bordée par la route nationale 52, dont le tracé est modifié à la fin des années 2010 pour en doubler les voies dans un tronçon surnommé « VR 52 ». L'ancien tracé, toujours ouvert, donne au village la particularité d'avoir une rue nommée « Route nationale » alors que la voie n'en est plus une.
Ces axes en font un village bien desservi par les axes routiers. Proche d’agglomérations périphériques, il reste un village assez peu peuplé comparé aux communes voisines.

#### Transports en commun

##### Routier
Pierrevillers est desservie à ce jour (septembre 2024) par trois lignes de bus interurbains du réseau Fluo Grand Est, directement héritées de lignes de l'ancien réseau TIM :  
- Ligne 50, ligne régulière reliant Florange et Metz ;
- Ligne 71, ligne ponctuelle reliant Sainte-Marie-aux-Chênes et Mondelange ;
- Ligne 75, ligne régulière reliant Hagondange et Metz mais dont certains services ponctuels desservent Marange-Silvange et Pierrevillers (au lieu de Maizières-lès-Metz et Hagondange).

##### Ferroviaire
La commune n'est pas desservie ni traversée par une voie ferrée, et ne possède donc pas de gare ferroviaire. Toutefois, elles est située à proximité de deux lignes de chemin de fer, la rendant proche de plusieurs communes environnantes qui elles possèdent leur propre gare : 
- Ligne de Saint-Hilaire-au-Temple à Hagondange

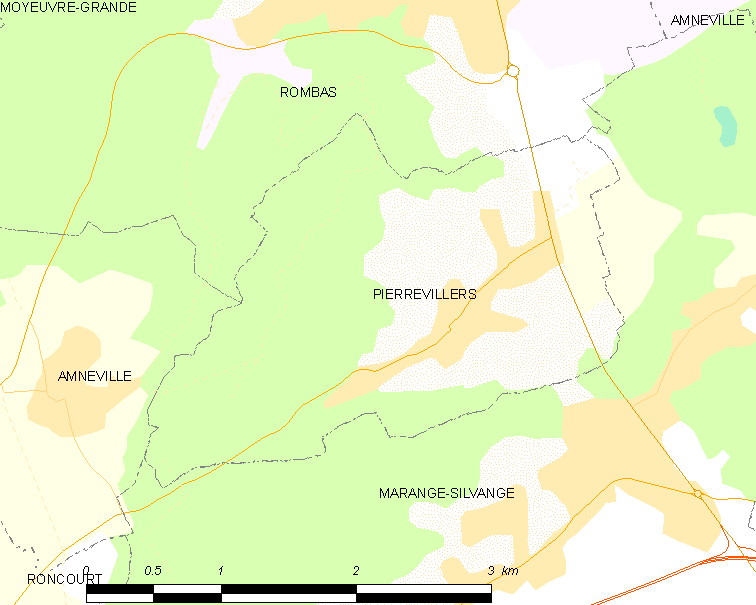
Carte de la commune.

  - Gare de Moyeuvre-Grande
  - Gare de Rombas - Clouange
  - Gare de Gandrange - Amnéville

- Ligne de Metz-Ville à Zoufftgen
  - Gare de Walygator-Parc
  - Gare de Maizières-lès-Metz

### Communes limitrophes
|  | Rombas           | Amnéville |
|  | Pierrevillers    |           |
|  | Marange-Silvange |           |

### Topographie et géologie
Hydrogéologie et climatologie : Système d’information pour la gestion des eaux souterraines du bassin Rhin-Meuse :
Territoire communal : Occupation du sol (Corinne Land Cover); Cours d'eau (BD Carthage),
Géologie : Carte géologique; Coupes géologiques et techniques,
 Hydrogéologie : Masses d'eau souterraine; BD Lisa; Cartes piézométriques.

### Sismicité
Commune située dans une zone 1 de sismicité faible.

### Hydrographie et les eaux souterraines
La commune est située dans le bassin versant du Rhin au sein du bassin Rhin-Meuse. Elle est drainée par la Barche.
La Barche, d'une longueur totale de 10,5 km, prend sa source dans la commune  et se jette  dans la Moselle à Hagondange, après avoir traversé six communes.

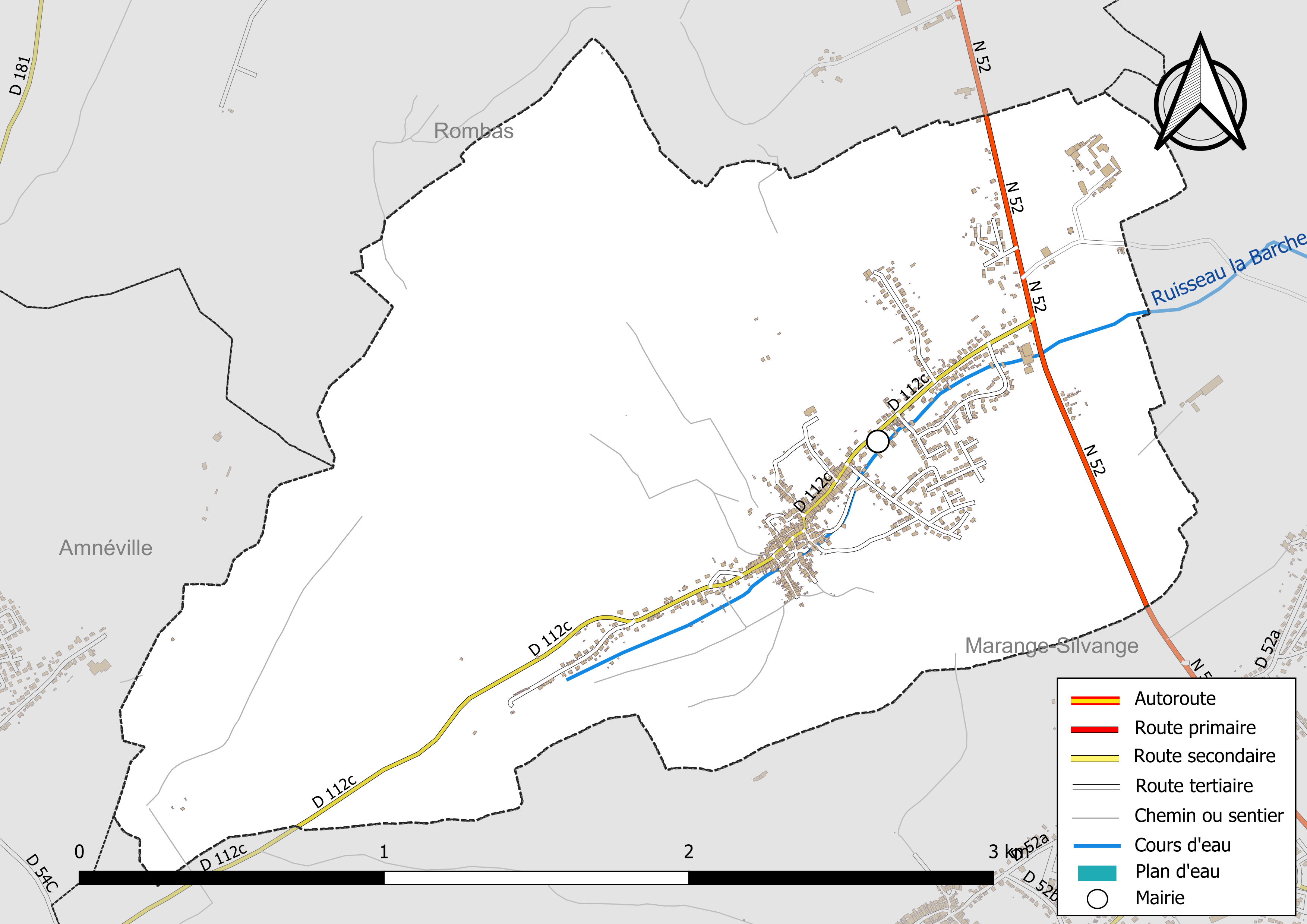
Réseaux hydrographique et routier de Pierrevillers.

La qualité du ruisseau la Barche peut être consultée sur un site dédié géré par les agences de l’eau et l’Agence française pour la biodiversité.

### Climat
Pour des articles plus généraux, voir Climat du Grand Est et Climat de la Moselle.
En 2010, le climat de la commune est de type climat de montagne, selon une étude du Centre national de la recherche scientifique s'appuyant sur une série de données couvrant la période 1971-2000. En 2020, Météo-France publie une typologie des climats de la France métropolitaine dans laquelle la commune est exposée à un climat semi-continental et est dans la région climatique  Lorraine, plateau de Langres, Morvan, caractérisée par un hiver rude (1,5 °C), des vents modérés et des brouillards fréquents en automne et hiver. 
Pour la période 1971-2000, la température annuelle moyenne est de 9,3 °C, avec une amplitude thermique annuelle de 16,7 °C. Le cumul annuel moyen de précipitations est de 817 mm, avec 13 jours de précipitations en janvier et 8,8 jours en juillet. Pour la période 1991-2020, la température moyenne annuelle observée sur la station météorologique de Météo-France la plus proche, « Malancourt », sur la commune d'Amnéville à 5 km à vol d'oiseau, est de 10,2 °C et le cumul annuel moyen de précipitations est de 884,1 mm. 
La température maximale relevée sur cette station est de 39,3 °C, atteinte le 25 juillet 2019 ; la température minimale est de −17,9 °C, atteinte le 5 janvier 1985,,. 
Les paramètres climatiques de la commune ont été estimés pour le milieu du siècle (2041-2070) selon différents scénarios d'émission de gaz à effet de serre à partir des nouvelles projections climatiques de référence DRIAS-2020. Ils sont consultables sur un site dédié publié par Météo-France en novembre 2022.

## Urbanisme

### Typologie
Au 1er janvier 2024, Pierrevillers est catégorisée ceinture urbaine, selon la nouvelle grille communale de densité à sept niveaux définie par l'Insee en 2022.
Elle appartient à l'unité urbaine de Metz, une agglomération intra-départementale regroupant 42  communes, dont elle est une commune de la banlieue,,. Par ailleurs la commune fait partie de l'aire d'attraction de Metz, dont elle est une commune de la couronne,. Cette aire, qui regroupe 245 communes, est catégorisée dans les aires de 200 000 à moins de 700 000 habitants,.

### Occupation des sols
L'occupation des sols de la commune, telle qu'elle ressort de la base de données européenne d’occupation biophysique des sols Corine Land Cover (CLC), est marquée par l'importance des forêts et milieux semi-naturels (52,2 % en 2018), en augmentation par rapport à 1990 (50,8 %). La répartition détaillée en 2018 est la suivante : 
forêts (52,2 %), cultures permanentes (27,3 %), zones urbanisées (11,6 %), terres arables (5,4 %), zones agricoles hétérogènes (3,4 %). L'évolution de l’occupation des sols de la commune et de ses infrastructures peut être observée sur les différentes représentations cartographiques du territoire : la carte de Cassini (XVIIIe siècle), la carte d'état-major (1820-1866) et les cartes ou photos aériennes de l'IGN pour la période actuelle (1950 à aujourd'hui).

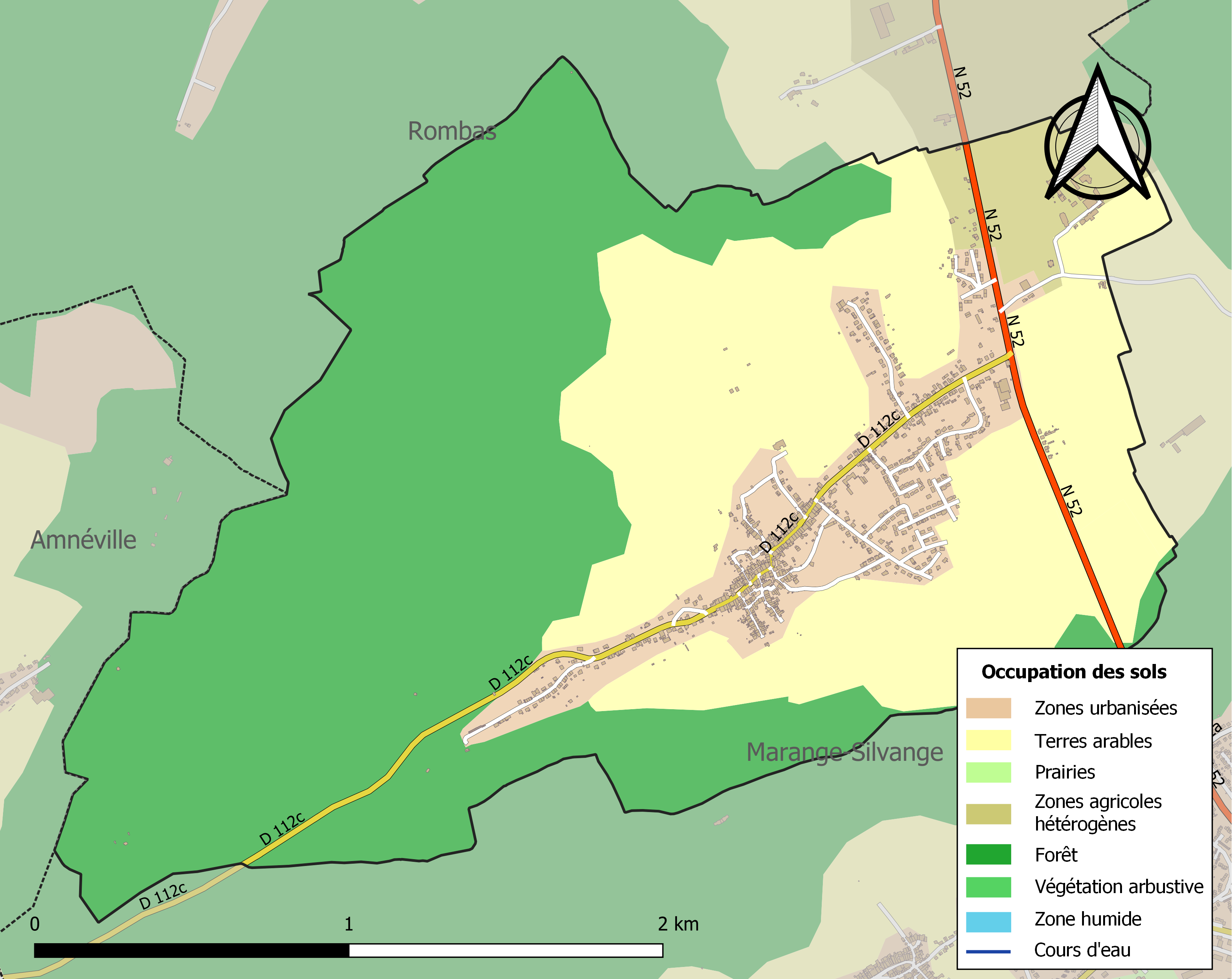
Carte des infrastructures et de l'occupation des sols de la commune en 2018 (CLC).

## Toponymie
- Petræ Villare (960), Steynwilre (1443)[19], Pierviller (1544), Pierreviller (1627), Piereviller (1705), Piervillers (1793), Petersweiler (1915-1918 et 1940-1944).
- En francique lorrain : Stenweller.

## Histoire
Dépendait de la châtellenie de Briey, qui était Jadis possession des ducs de Mosellane.

### Antiquité
Les premières traces d’habitat humain relevées à Pierrevillers sont bien excentrées de ce qui constitue aujourd’hui l’agglomération, puisqu’elles sont situées au plus haut de la forêt, en bordure du territoire de la commune de Rombas, au lieu-dit du Château de Drince. On y a repéré et signalé, au début du siècle, les vestiges d’un habitat retranché antérieur à la colonisation romaine. Les vestiges de cet oppidum remarquable sur la côte de Drince, demeurent bien visibles et attestent de la présence dans la région du peuple celte, les Médiomatriques (env. IIIe siècle).
La commune possède une origine gallo-romaine probable, une charte de 960 en fait état sous le nom de Petraevillare, ce qui signifie villa (domaine agricole) construite sur la pierre. À quelques pas de la mairie, des tessons de poteries gallo-romaines du IVe siècle ont été mis au jour quelques années après la guerre de 1940, à l’occasion des travaux de construction d’une maison d’habitation.
Le 20 juin 2013, des fouilles préventives dans la cour des Templiers mettent au jour une villa romaine avec hypocauste.
Un dépôt de dix-sept objets métalliques datant de l'Âge du bronze a été découvert à Pierrevillers sur la côte de Drince en 2014. Ces objets font partie des collections du Musée de la Cour d'Or.

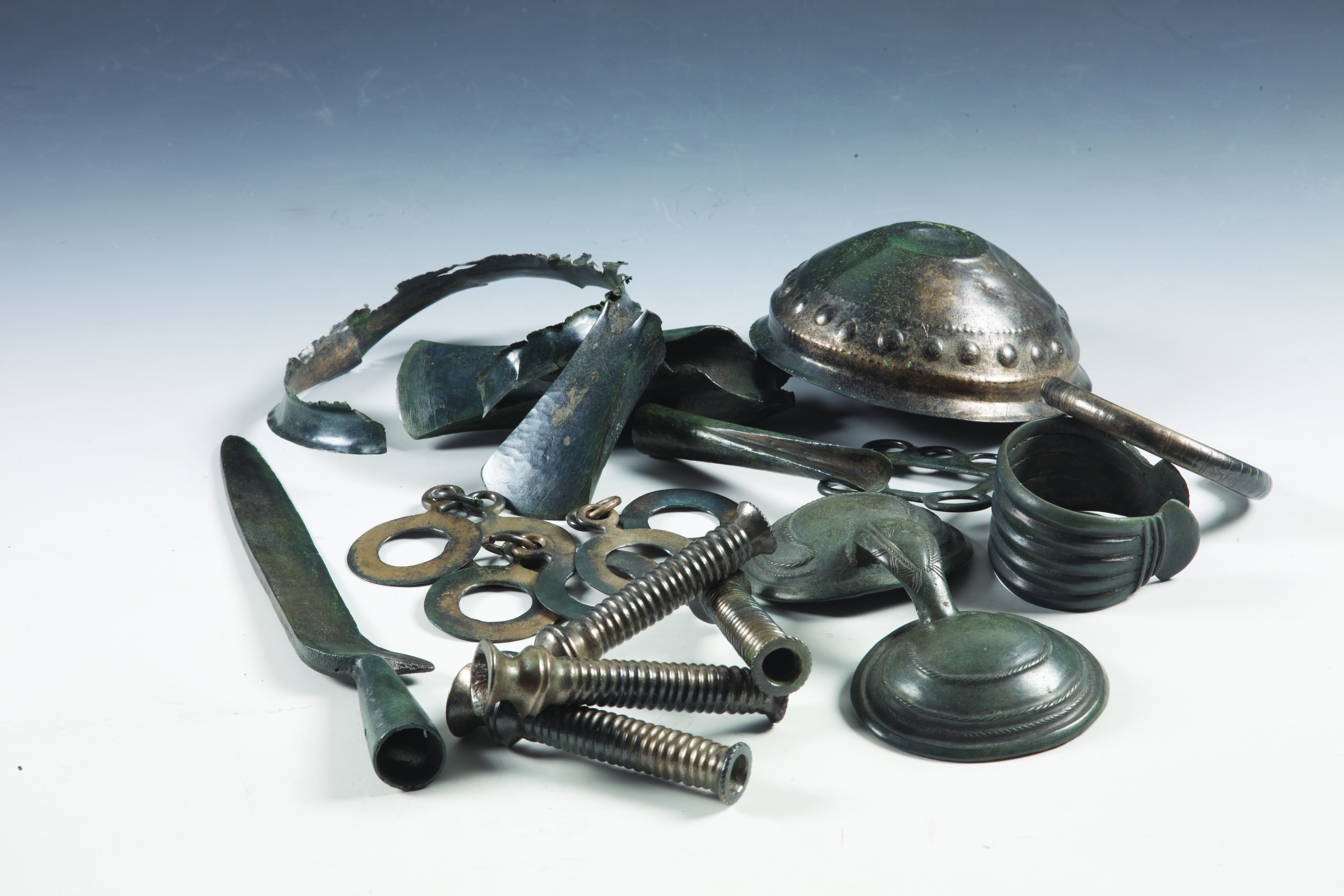
Dépôt de Pierrevillers de l'âge du bronze

### Moyen Âge

#### Les Templiers et les Hospitaliers
Au XIIIe siècle, l’église actuelle (plus petite) était une chapelle de Templiers. Ceux-ci possédaient à Pierrevillers une commanderie et étaient titulaires des droits de seigneurie, à la suite d’un legs qui leur fut consenti en 1213 par le comte de Bar Thiébaut Ier.
L'actuelle cour des Templiers, que l’on appelle communément à Pierrevillers « la Cour » constituait à l’époque le noyau du village où se trouvaient la commanderie, siège de la seigneurie, l’église et d’autres bâtiments appartenant aux Templiers (logis, pressoirs, granges…). Cette commanderie avait une certaine importance[réf. nécessaire], car en plus de ses biens de Pierrevillers, elle possédait d’autres propriétés et droits dans diverses localités voisines.
Au XIVe siècle, après la disparition de l’ordre du Temple, les biens de l’ordre situés à Pierrevillers furent attribués aux Hospitaliers de l’ordre de Saint-Jean de Jérusalem. Ce nouvel ordre conserva les droits de seigneurie jusqu’à la Révolution, mais la commanderie eut moins d’importance que sous les Templiers. Avant la Révolution, elle ne constitua plus qu’une sorte de prébende de l’Ordre, confiée à des fermiers.

### De la guerre de Trente Ans à la Révolution

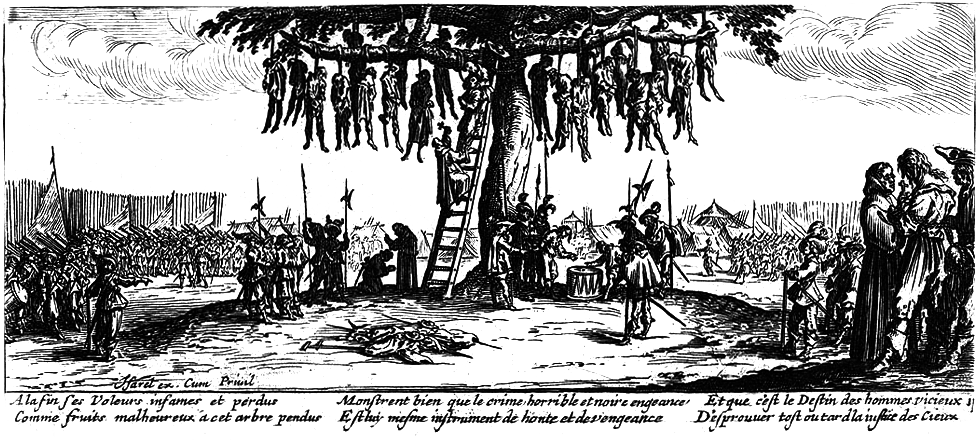
Les Misères de la guerre par Jacques Callot (1592-1635) illustrant les conséquences de la guerre de Trente Ans.

Au XVIIe siècle, la guerre de Trente Ans n’épargna pas la commune. Comme bien des villages lorrains, elle fut ravagée et pillée par les différentes troupes qui sillonnaient la région et notamment par les Croates lors de la prise de Pierrevillers en 1636. Pierrevillers fut incendié et détruit. On rattache trop souvent la formation des villages lorrains aux périodes qui suivirent les ravages de la guerre de Trente Ans, mais pour Pierrevillers, il est difficile d’attribuer à une construction existante une date qui remonte avant le XVIIIe siècle. Le plus ancien linteau de porte daté de la commune indique l’année 1709 sans savoir s’il s’agit d’une reconstruction, d’une modification ou d’une extension.
Jusqu’à la Révolution, la vie du village s’organise autour d’une activité principale : la culture de la vigne. Les métiers des villageois comptaient une majorité de vignerons, des tonneliers et des distillateurs. La structure-même du village que l’on connaît encore aujourd’hui, est marquée par cette activité : ruelles étroites, usoirs quasi inexistants, petites maisons avec caves voûtées souvent accessibles par la rue, cuveries annexes placées à l’arrière des habitations.
En 1794, François de Pange et son frère cadet Jacques y furent cachés par la famille Marlier (dont était issu leur serviteur Joseph) avant de rejoindre à pied les Pays-Bas autrichiens.

### L’époque industrielle et contemporaine
Le vignoble déclina vers la fin XIXe siècle pour pratiquement disparaître au début du XXe siècle, à cause des maladies de la vigne (phylloxéra, mildiou) mais aussi par l’accroissement des échanges avec les régions viticoles plus favorisées et par l’important essor industriel de la vallée de l’Orne.
Assez rares dans les anciennes rues, les maisons de laboureurs comptent en plus de l’habitation un logement pour le bétail et une grange accessible par une porte charretière. Plus larges, ces constructions sont plus fréquentes dans la rue de Verdun, elles ont généralement été édifiées au XIXe siècle.
Cette structure urbaine devait être conservée jusqu’à la construction de « la Cité » du carreau de la mine de Pierrevillers, à la fin du XIXe siècle, où l'on exploita la minette, strate de minerai de fer affleurant sur la côté en amont de la commune. La première concession minière date de 1898. Livré à l’usine de Maizières-lès-Metz, le minerai faisait vivre environ 150 mineurs, avec une production inférieure à 25 000 tonnes annuelles. La mine cessa son activité entre 1901 et 1913, date de la fusion avec la mine de Marange-Silvange. Les 572 000 tonnes extraites à l'année par 300 mineurs étaient acheminées par câble (des contrepoids de cette ligne dressés au sol, demeurent visibles depuis la route nationale entre Pierrevillers et Marange) vers l'usine de Hagondange nouvellement fondée. La mine ferma définitivement en 1931, étant donné les difficultés du marché de l’acier.
Vers 1900, des maisons sont ainsi construites rue de la Mine, pour loger les ouvriers, ainsi qu'une cantine dont le bâtiment existe toujours au 167 avenue de Verdun.
À partir des années 1950, de nouveaux lotissements sortent de terre (de type Castor notamment) qui, avec la création de nouvelles voiries, constituent pour Pierrevillers l'expansion la plus rapide de son histoire.

## Politique et administration
| Période                                  | Période | Identité              | Étiquette | Qualité                                       |
| ---------------------------------------- | ------- | --------------------- | --------- | --------------------------------------------- |
| Les données manquantes sont à compléter. |         |                       |           |                                               |
|                                          | 1971    | Claude Pochon         |           | Plus jeune maire de France - Légion d'honneur |
| 1971                                     | 1983    | Louis Wirbel          |           |                                               |
| mars 1983                                | 1995    | Marcel Fauville       |           |                                               |
| mars 1995                                | 2014    | Jean-Marie Serredszum |           |                                               |
| mars 2014                                |         | René Heiser           |           |                                               |

### Budget et fiscalité 2021
En 2021, le budget de la commune était constitué ainsi :
- total des produits de fonctionnement : 952 000 €, soit 622 € par habitant ;
- total des charges de fonctionnement : 799 000 €, soit 522 € par habitant ;
- total des ressources d'investissement : 330 000 €, soit 216 € par habitant ;
- total des emplois d'investissement : 363 000 €, soit 237 € par habitant ;
- endettement : 544 000 €, soit 355 € par habitant.

Avec les taux de fiscalité suivants :
- taxe d'habitation : 19,28 % ;
- taxe foncière sur les propriétés bâties : 26,27 % ;
- taxe foncière sur les propriétés non bâties : 44,46 % ;
- taxe additionnelle à la taxe foncière sur les propriétés non bâties : 0,00 % ;
- cotisation foncière des entreprises : 0,00 %.

Chiffres clés Revenus et pauvreté des ménages en 2020 : médiane en 2020 du revenu disponible, par unité de consommation : 24 970 €.

### Intercommunalité
Commune membre de la Communauté de communes du Pays Orne-Moselle.

## Population et société

### Démographie

#### Pyramide des âges
L'évolution du nombre d'habitants est connue à travers les recensements de la population effectués dans la commune depuis 1793. Pour les communes de moins de 10 000 habitants, une enquête de recensement portant sur toute la population est réalisée tous les cinq ans, les populations de référence des années intermédiaires étant quant à elles estimées par interpolation ou extrapolation. Pour la commune, le premier recensement exhaustif entrant dans le cadre du nouveau dispositif a été réalisé en 2007.

En 2022, la commune comptait 1 460 habitants, en évolution de −3,5 % par rapport à 2016 (Moselle : +0,52 %, France hors Mayotte : +2,11 %).
| 1793  | 1800 | 1806 | 1821 | 1836 | 1841 | 1861 | 1866 | 1871 |
| ----- | ---- | ---- | ---- | ---- | ---- | ---- | ---- | ---- |
| 1 047 | 908  | 912  | 889  | 749  | 709  | 573  | 532  | 527  |

| 1875 | 1880 | 1885 | 1890 | 1895 | 1900 | 1905 | 1910 | 1921 |
| ---- | ---- | ---- | ---- | ---- | ---- | ---- | ---- | ---- |
| 529  | 531  | 543  | 551  | 521  | 609  | 629  | 728  | 869  |

| 1926 | 1931  | 1936 | 1946 | 1954  | 1962  | 1968  | 1975  | 1982  |
| ---- | ----- | ---- | ---- | ----- | ----- | ----- | ----- | ----- |
| 896  | 1 001 | 874  | 970  | 1 055 | 1 339 | 1 463 | 1 448 | 1 372 |

| 1990  | 1999  | 2006  | 2007  | 2012  | 2017  | 2022  | - | - |
| ----- | ----- | ----- | ----- | ----- | ----- | ----- | - | - |
| 1 365 | 1 346 | 1 441 | 1 455 | 1 505 | 1 509 | 1 460 | - | - |

## Économie

### Entreprises et commerces

#### Agriculture
- Culture de fruits à pépins et à noyau.

#### Tourisme
- Hôtellerie et restauration à Amnéville, Rombas, Clouange.

#### Commerces
- Commerces et services de proximité.

## Vie locale

### Enseignement
Établissements d'enseignements :
- Pierrevillers dispose de deux écoles : une école maternelle nommée Pré-le-loup et une école primaire du nom de "Le Ruissembeau", dû à la rivière du même nom qui passe le long de l'école primaire.
- Collèges à Marange-Silvange, Rombas,  Amnéville, Maizières-lès-Metz, Vitry-sur-Orne.
- Lycées à Rombas, Talange, Hagondange.

### Santé
Professionnels et établissements de santé :
- Médecins,
- Pharmacies à Marange-Silvange, Maizières-lès-Metz, Norroy-le-Veneur, Rombas,
- Hôpitaux à Marange-Silvange, Maizières-lès-Metz, Joeuf, Metz,
- Centre hospitalier régional de Metz-Thionville.

### Cultes
- Culte catholique, Communauté de Paroisses Sainte-anne Sous Drince[32], Diocèse de Metz.
- Paroisse réformée de Rombas[33].

### Sport et culture
- Football : FC Pierrevillers.

## Culture locale et patrimoine

### Lieux et monuments
- vestiges important d’un grand oppidum côte de Drince, monolithe dit la Pierre-qui-Tourne.
- passage d’une voie romaine ; vestiges de poteries.
- bornes frappées de la croix de Malte dans le bois des Chevaliers, ancienne propriété de l’ordre.
- porche et la cour des Templiers, ancienne commanderie.
- Tour de Drince construite sur le ban de Pierrevillers, appartenant aujourd’hui à la commune de Rombas, poste d’observation idéal entre Metz et Thionville.

#### Édifices religieux
- Église Saint-Martin, inscrite sur l'Inventaire supplémentaire des monuments historiques[34], à double nef, présentant une inscription templière dans le chœur (« Fin des Templiers l'an mille trois cent quatorze »), une statue de sainte Anne en bois polychrome du XVe siècle, un bon-Dieu de pitié daté de 1533[35] et bras-reliquaire de saint Martin du XVIIIe siècle[36] ; au-dessus du portail de l'église une inscription dans la pierre de l'époque révolutionnaire fait référence à l'Être suprême ; époques de construction : XIIe siècle, 4e quart du XVe siècle, XVIe siècle et XVIIIe siècle ; ancienne chapelle des Templiers puis des Hospitaliers.
- logement du guetteur, tour avoisinant l’église[34]
- calvaires.
- Monument aux morts.

### Personnalités liées à la commune
- Charles Quint (1500-1558), empereur germanique et roi d’Espagne y séjourna en 1552.
- François de Pange y fut caché avec son frère Jacques avant de partir pour les Pays-Bas autrichiens.
- L'illustrateur Jean Morette (1911-2002) fut instituteur à Pierrevillers, de 1938 à 1968.
- Le footballeur Patrick Battiston s'est marié à l'église Saint-Martin de Pierrevillers le 16 juillet 1982, quelques jours seulement après sa collision médiatisée avec le gardien allemand Harald Schumacher lors de la Coupe du monde 1982 qui l'avait rendu inconscient[37].
- Le footballeur Thibaut Bourgeois est originaire de Pierrevillers, ayant joué au club du village étant enfant puis en 2023[38].

### Héraldique
Les armoiries de Pierrevillers se blasonnent comme suit : D’azur à une croix de Malte d'argent, cantonnée de quatre croisettes recroisetées au pied fiché d’or.
Le champ d’azur et les croisettes sont tirés des armes du duché de Bar dont relevait Pierrevillers. La croix de Malte rappelle que la seigneurie appartenait aux chevaliers de Saint-Jean de Jérusalem.